# Automolis crassa
Automolis crassa är en fjärilsart som beskrevs av Felder 1868. Automolis crassa ingår i släktet Automolis och familjen björnspinnare. Inga underarter finns listade i Catalogue of Life.